# Sim Iness
Simeon Garland ("Sim") Iness (Keota (Oklahoma), 9 juli 1930 – Porterville, 23 mei 1996) was een Amerikaanse discuswerper. Hij had in 1953 enkele weken het wereldrecord in handen.
In 1934 verhuisde hij met zijn familie wegens de Dust Bowl van Oklahoma naar een klein dorpje in de San Joaquin Valley genaamd Tulare. Daar ontmoette hij zijn levenslange vriend, klasgenoot, olympisch teamgenoot en tienkamper Bob Mathias. Hij studeerde aan de University of Southern California en won in 1952 en 1953 de Universiteitskampioenschappen.
Op 22-jarige leeftijd veroverde op de Olympische Spelen van 1952 in Helsinki een gouden medaille bij het discuswerpen. Met 55,03 m versloeg hij de regerend Italiaanse olympisch kampioen Adolfo Consolini (zilver; 53,78) en zijn landgenoot Jim Dillion (brons; 53,28 m). Een jaar later verbeterde hij op 22 juni in Lincoln, hoewel hij nog te kampen had met blessures (hij werd door een discus in zijn gezicht getroffen), het wereldrecord naar 57,93 m. Hij was hiermee de eerste atleet die verder dan 190 voet wierp. Op 11 juli 1953 werd dit record door Fortune Gordien verbeterd naar 58,10.
Na zijn olympisch succes en wereldrecord werkte hij de rest van zijn leven als gymleraar, atletiek- en footballtrainer en onderwijsadviseur op een Highschool.

## Titels
- Olympisch kampioen discuswerpen - 1952
- NCAA kampioen discuswerpen - 1952, 1953

## Persoonlijke record
| Onderdeel    | Prestatie       | Datum        | Plaats  |
| ------------ | --------------- | ------------ | ------- |
| discuswerpen | 57,93 m (ex-WR) | 20 juni 1953 | Lincoln |

## Palmares

### discuswerpen
- 1952:  OS - 55,03 m (OR)

1896: Bob Garrett ·
1900: Rudolf Bauer ·
1904: Martin Sheridan ·
1906: Martin Sheridan ·
1908: Martin Sheridan ·
1912: Armas Taipale ·
1920: Elmer Niklander ·
1924: Bud Houser ·
1928: Bud Houser ·
1932: John Anderson ·
1936: Ken Carpenter ·
1948: Adolfo Consolini ·
1952: Sim Iness ·
1956: Al Oerter ·
1960: Al Oerter ·
1964: Al Oerter ·
1968: Al Oerter ·
1972: Ludvík Daněk ·
1976: Mac Wilkins ·
1980: Viktor Rasjtsjoepkin ·
1984: Rolf Danneberg ·
1988: Jürgen Schult ·
1992: Romas Ubartas ·
1996: Lars Riedel ·
2000: Virgilijus Alekna ·
2004: Virgilijus Alekna ·
2008: Gerd Kanter ·
2012: Robert Harting ·
2016: Christoph Harting ·
2020: Daniel Ståhl ·
2024: Rojé Stona